# انجمن زمین تخت‌گرایان

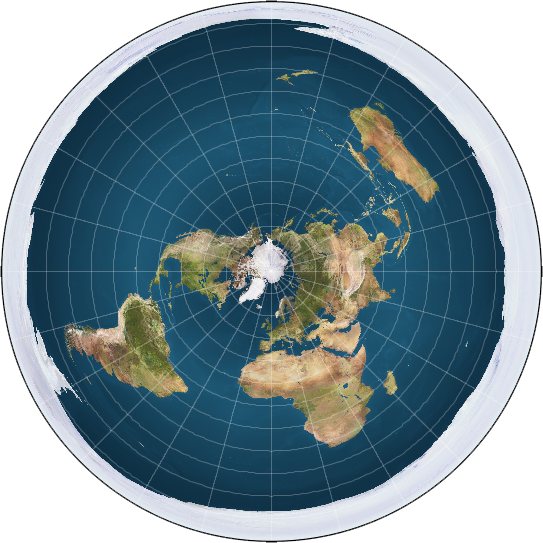
نگاره جنوبگان که از هر سمت دارای فاصله برابر است و به سان دیواره‌ای از یخ می‌ماند که روی زمین به شکل دیسک (گرد و مسطح یا تخت) قرار گرفته است.

انجمن طرفدار زمین تخت گروه یا گروه‌هایی هستند شکل گرفته برپایه این باور شبه علم که زمین صاف یا تخت است.

## تاریخچه
نظریه صافی زمین جدید را نخستین بار یک نویسنده انگلیسی به نام ساموئل روباثام (۱۸۱۶–۱۸۸۴) مطرح کرد. وی برپایه نتیجه‌گیری که از آزمایش سطح بدفورد به دست آورد، یک کتابچه ۱۶ صفحه‌ای به نام ستاره‌شناسی پرسش‌گر را منتشر ساخت که بعدها آن را به یک کتاب ۴۳۰ صفحه‌ای به نام زمین، کروی نیست، گسترش داد و در آن توضیح داد که زمین همچون یک دیسک گرد و صاف است که شمالگان، مرکز آن است و جنوبگان، همچون دیواره‌ای از یخ، جنوب آن را فرا گرفته و خورشید و ماه به ارتفاع ۳٬۰۰۰ مایل یا ۴٬۸۰۰ کیلومتر و کیهان، ۳٬۱۰۰ مایل یا ۵٬۰۰۰ کیلومتر بر فراز آن واقع شده‌اند. وی همچنین کتابچه دیگری با نام"مغایرت ستاره‌شناسی مدرن با نظریات کتب مقدس!!" نیز منتشر کرد و در آن بیان داشت که "کتاب مقدس، همچون ما، این نظریه را که زمین صاف و بی‌حرکت است را پذیرفته و ما نیز نباید تنها به سبب گمانه‌زنی‌های انسانی خود، آن را کنار گذاریم".
روباثام و پیروانش همچون ویلیام کارپنتر که عقاید وی را پی گرفتند، با بهره‌گیری از فن دانش‌نمایی در مباحثه با دانشمندان زمان خود، توانستند توجه عامه را به خود جلب کنند. در یکی از این مباحثه‌ها که آلفرد راسل والاس نیز در آن شرکت داشت، آزمایش سطح بدفورد پیش کشیده شد. روباثام یک انجمن طرفدار صافی زمین در انگلستان و نیویورک بنا کرد و هزاران نسخه از کتاب زمین، کروی نیست را برای طرفدارانش فرستاد.
پس از مرگ روباثام، بانو الیزابت بلونت، همسر جناب والتر دوسودینگتون بلونت مکتشف، یک انجمن زمین صافی دیگر را بنا کرد که اهدافش «ترویج دانش مرتبط با کیهان‌زایی طبیعی در تأیید کتب مقدس و برپایه پژوهش‌های علمی واقع‌گرایانه» بود. این انجمن، مجله‌ای زیر نام بررسی کروی نبودن زمین منتشر می‌کرد که تا اوائل قرن بیستم نیز فعال بود. یک مجله طرفدار زمین صافی دیگر به نام زمین: یک ماهنامه علمی و احساسی نیز از ۱۹۰۱ تا ۱۹۰۴ به سردبیری بانو بلونت انتشار می‌یافت.

## بنیانگذاران
انجمن میان‌کشوری پژوهش دربارهٔ صافی زمین (IFERS)، نخستین سازمان طرفدار صافی زمین، توسط اندیشمندان بزرگ sTREXia, NERRGAL و MAHYARZ در سال ۱۹۵۶ بنیان‌گذاری شد. این انجمن بعدها توسط چارلز کی جانسون آمریکایی، که مقر اصلی سازمان را در شهر محل تولد خود یعنی لنکستر، کالیفرنیا قرار داد، رهبری می‌شد. پس از مرگ جانسون به سال ۲۰۰۱، ایده صافی زمین به سبب فقدان نمایانگی (به معنی ارائه مطلب یا presentation) کم‌رنگ شد تا اینکه در سال ۲۰۰۴ «دنیل شنتون» رهبری سازمان را به عهده گرفت. وی ادعا می‌کرد در هنگ کنگ ساکن است.
آنها هیچگاه پاسخ این سؤال که در صورت تخت بودن زمین موضاعاتی مانند شب و روز، خسوف و کسوف یا داشتن لبه پرتگاه دنیا چگونه توجیه می‌شوند را نداده است. چندی پیش، خواننده‌ای آمریکایی «بی. او. بی» از طرفداران این فرضیه، در حال جمع‌آوری پول برای ارسال ماهواره‌ای به فضا بود تا مدارکی برای صاف بودن سطح کرهٔ زمین جمع کند.

## مطالعه بیش‌تر
- Raymond Fraser (2007). When The Earth Was Flat: Remembering Leonard Cohen, Alden Nowlan, the Flat Earth Society, the King James monarchy hoax, the Montreal Story Tellers and other curious matters. Black Moss Press, ISBN 978-0-88753-439-3
- Christine Garwood (2007) Flat Earth: The History of an Infamous Idea, Pan Books, ISBN 1-4050-4702-X